# Стио
Стио (итал. Stio) је насеље у Италији у округу Салерно, региону Кампанија.
Према процени из 2011. у насељу је живело 522 становника. Насеље се налази на надморској висини од 677 м.

## Становништво
| 1936. | 1951. | 1961. | 1971. | 1981. | 1991. | 2001. | 2011. |
| ----- | ----- | ----- | ----- | ----- | ----- | ----- | ----- |
| 1.804 | 1.853 | 1.601 | 1.300 | 1.145 | 1.169 | 1.088 | 942   |